# Arquidiocese de Quinxassa
A Arquidiocese de Quinxassa (Archidiœcesis Kinshasana) é uma circunscrição eclesiástica da Igreja Católica situada em Quinxassa, República Democrática do Congo. Seu atual arcebispo é o Cardeal Fridolin Ambongo Besungu, O.F.M.Cap.. Sua Sé é a Catedral de Nossa Senhora do Congo.
Possui 143 paróquias servidas por 1208 padres, contando com 11.323.000 habitantes, com 56,3% da população jurisdicionada batizada, assim é a arquidiocese com a maior população católica em números absolutos.

## História
A missão sui iuris do Congo Independente ou Belga foi eregida em 22 de novembro de 1886, tomando seu território da Prefeitura Apostólica do Baixo Congo (hoje diocese de Pointe-Noire e do Vicariado Apostólico das Duas Guinés (hoje arquidiocese de Libreville).
Em 11 de maio de 1888, a missão sui iuris foi elevada a vicariato apostólico pelo Breve Quae catholico nomini do Papa Leão XIII. Incluia todo o território do Estado Livre do Congo, com exceção daquele submetido ao Vicariado Apostólico do Alto Congo (hoje diocese de Kalemie-Kirungu).
Posteriormente, cedeu porções de território várias vezes em benefício da construção de novas circunscrições eclesiásticas, a saber:
- prefeitura apostólica de Uéllé (hoje diocese de Buta) em 12 de maio de 1898;
- a prefeitura apostólica de Stanley Falls (hoje arquidiocese de Kisangani) em 3 de agosto de 1904;
- a prefeitura apostólica de Catanga (hoje arquidiocese de Lubumbashi) em 5 de agosto de 1910;
- a prefeitura apostólica dos Ubanghi belgas (hoje diocese de Molegbe) em 7 de abril de 1911;
- a prefeitura apostólica de Matadi (hoje diocese) em 1 de julho de 1911.

Em 3 de abril de 1919, em virtude do breve  Quae Catholico nomini  do Papa Bento XV, ele cedeu outra parte de seu território em benefício da ereção do vicariato apostólico de Nouvelle-Anvers (hoje diocese de Lisala) e contextualmente assumiu o nome de vicariato apostólico de Léopoldville.
Em 27 de abril de 1927, com o breve In hac beati do Papa Pio XI, as fronteiras com a prefeitura apostólica de Coquilhatville (hoje arquidiocese de Mbandaka-Bikoro) foram redesenhadas.
Posteriormente, cedeu várias partes do território ainda mais a favor da construção ou expansão de novas circunscrições eclesiásticas, a saber:
- em 26 de fevereiro de 1934, em benefício do vicariato apostólico de Lulua e do centro de Catanga (hoje diocese de Kamina) e da construção do vicariato apostólico de Boma (hoje diocese) ;
- em 14 de junho de 1951, em benefício da construção da prefeitura apostólica de Kole (hoje diocese);
- em 29 de junho de 1953, em benefício da construção do vicariato apostólico de Inongo (hoje diocese).

Em 10 de novembro de 1959, o vicariado apostólico foi elevado à categoria de arquidiocese metropolitana com a bula Cum parvulum do Papa João XXIII.
Em 30 de maio de 1966, recebeu seu nome atual.

## Prelados
| #                   | Nome                                              | Período    | Notas                             |
| Arcebispos          | Arcebispos                                        | Arcebispos | Arcebispos                        |
| ------------------- | ------------------------------------------------- | ---------- | --------------------------------- |
| 5º                  | Fridolin Cardeal Ambogo Besungu, O.F.M.Cap.       | 2018-atual |                                   |
| 4º                  | Laurent Cardeal Monsengwo Pasinya                 | 2007-2018  |                                   |
| 3º                  | Frédéric Cardeal Etsou-Nzabi-Bamungwabi, C.I.C.M. | 1990-2007  |                                   |
| 2º                  | Joseph-Albert Cardeal Malula                      | 1964-1989  |                                   |
| 1º                  | Félix Scalais, C.I.C.M.                           | 1959-1964  |                                   |
| Arcebispo-coadjutor |                                                   |            |                                   |
|                     | Fridolin Ambongo Besungu, O.F.M.Cap.              | 2018       |                                   |
| Bispos              |                                                   |            |                                   |
| 4º                  | Félix Scalais, C.I.C.M.                           | 1953-1959  |                                   |
| 3º                  | Georges Six, C.I.C.M.                             | 1934-1952  |                                   |
| 2º                  | Natale de Cleene, C.I.C.M.                        | 1926-1932  |                                   |
| 1º                  | François Camille Van Ronslé, C.I.C.M.             | 1896-1926  |                                   |
| Bispo-coadjutor     |                                                   |            |                                   |
|                     | Natale de Cleene, C.I.C.M.                        | 1924-1926  |                                   |
| Bispos-auxiliares   |                                                   |            |                                   |
|                     | Edouard Isango Nkoyo                              | 2023-atual |                                   |
|                     | Edouard Tsimba Ngoma, C.I.C.M.                    | 2023-atual |                                   |
|                     | Jean-Crispin Kimbeni Ki Kanda                     | 2020-2022  | Nomeado Bispo de Kisantu          |
|                     | Charles Ndaka Salabisala                          | 2020-atual |                                   |
|                     | Vincent Tshomba Shamba Kotsho                     | 2020-2022  | Nomeado Bispo de Tshumbe          |
|                     | Donatien Bafuidinsoni Maloko-Mana, S.J.           | 2015-2018  | Nomeado Bispo de Inongo           |
|                     | Jean-Pierre Kwambamba Masi                        | 2015-2018  | Nomeado Bispo de Kenge            |
|                     | Timothée Bodika Mansiyai, P.S.S.                  | 2012-2016  | Nomeado Bispo de Kikwit           |
|                     | Sébastien-Joseph Muyengo Mulombe                  | 2012-2013  | Nomeado Bispo de Uvira            |
|                     | Dominique Bulamatari                              | 1999-2009  | Nomeado Bispo de Molegbe          |
|                     | Edouard Kisonga Ndinga, S.S.S.                    | 1999-2022  | Bispo auxiliar emérito            |
|                     | Daniel Nlandu Mayi                                | 1999-2008  | Nomeado Bispo-coadjutor de Matadi |
|                     | Tharcisse Tshibangu Tshishiku                     | 1970-1991  | Nomeado Bispo de Mbujimayi        |
|                     | Eugène Moke Motsüri                               | 1970-1991  |                                   |
|                     | Joseph-Albert Malula                              | 1959-1964  | Elevado a Arcebispo               |